# Erwin Wolff (Literaturwissenschaftler)
Erwin Wolff (* 30. Januar 1924 in Gemünd, Eifel; † 22. September 2007 in Erlangen) war ein deutscher Literaturwissenschaftler und Hochschullehrer.

## Leben
Wolff studierte Anglistik, Germanistik, Romanistik und Philosophie in Bonn. Dort war er Schüler von Walter F. Schirmer, bei dem er 1950 promovierte. 1957 folgte die Habilitation. 1958 wurde er zunächst außerordentlicher Professor, dann ab 1962 ordentlicher Professor an der Universität Göttingen. Von 1963 bis 1992 war er ordentlicher Professor an der Universität Erlangen-Nürnberg. Er war dort Inhaber des Lehrstuhls für Englische Literaturwissenschaft und Englische Philologie. Von 1966 bis 1972 war er Mitglied des Senats, 1966 wurde er Dekan der Philosophischen Fakultät der Universität Erlangen-Nürnberg.
Auch nach seiner Emeritierung war Wolff bis kurz vor seinem Tod als Hochschullehrer aktiv. Er hielt weiterhin ein interdisziplinäres Oberseminar zur Kunst- und Literaturgeschichte ab.
Verschiedene Rufe, u. a. an die Universitäten in Köln, Düsseldorf und Bonn lehnte er ab. Zu seinen Schülern gehört unter anderem der Literaturwissenschaftler Rüdiger Ahrens.
Von 1972 bis 1996 war Wolff außerdem kommunalpolitisch für die CSU im Stadtrat der Stadt Erlangen aktiv. Er war u. a. als personalpolitischer und kulturpolitischer Sprecher der CSU-Fraktion tätig. Er engagierte sich dabei insbesondere für die Förderung von Städtepartnerschaften, insbesondere mit Stoke-on-Trent.

## Forschungsschwerpunkte
Wolffs wissenschaftliches Interesse galt hauptsächlich dem Werk von William Shakespeare, in dem er besonderes Gewicht auf die literaturwissenschaftliche und literaturgeschichtliche Analyse der Frauengestalten und des Frauenbilds bei Shakespeare legte. Weiterer Forschungsschwerpunkt Wolffs war die englische Literatur des 18. Jahrhunderts, insbesondere die Werke von Laurence Sterne und Anthony Ashley Cooper, 3. Earl of Shaftesbury. Er war Initiator und wissenschaftlicher Leiter des DFG-Projekts „Gesamtausgabe der Werke Anthony Ashley Coopers, Third Earl of Shaftesbury“.
Intensiv forschte und publizierte Wolff außerdem zum englischen Roman und zur Romantheorie. Seine in den 1960er-Jahren im Verlag Vandenhoeck & Ruprecht erstmals veröffentlichte und in mehrfacher Auflage vorliegende Studie Der englische Roman im 18. Jahrhundert gilt bis heute als Standardwerk der Analyse narrativer Romanstrukturen.